# Campionati europei di ciclismo su strada 2015 - Gara in linea femminile Under-23
La gara in linea femminile Under-23 dei Campionati europei di ciclismo su strada 2015, ventunesima edizione della prova, si disputò l'8 agosto 2015 con partenza ed arrivo a Tartu, in Estonia. La vittoria fu appannaggio della polacca Katarzyna Niewiadoma, che terminò la gara in 3h16'15", precedendo l'italiana Ilaria Sanguineti e l'olandese Thalita de Jong.
Sul traguardo di Tartu 58 cicliste, su 76 partenti, portarono a termine la competizione.

## Ordine d'arrivo (Top 10)
| Pos. | Corridore            | Squadra     | Tempo    |
| ---- | -------------------- | ----------- | -------- |
| 1    | Katarzyna Niewiadoma | Polonia     | 3h16'15" |
| 2    | Ilaria Sanguineti    | Italia      | s.t.     |
| 3    | Thalita de Jong      | Paesi Bassi | s.t.     |
| 4    | Anouska Koster       | Paesi Bassi | s.t.     |
| 5    | Riejanne Markus      | Paesi Bassi | a 10"    |
| 6    | Demi De Jong         | Paesi Bassi | s.t.     |
| 7    | Mieke Kröger         | Germania    | s.t.     |
| 8    | Kelly Markus         | Paesi Bassi | s.t.     |
| 9    | Iris Sachet          | Francia     | s.t.     |
| 10   | Floortje Mackaij     | Paesi Bassi | s.t.     |